# Terremoto (bebida)
El terremoto es un cóctel chileno creado a fines del siglo XX como un derivado del «ponche a la romana». El nombre se debe a que fue inventado tras el terremoto de Chile de 1985. Si bien su origen no está confirmado y muchos se adjudican su creación, esta bebida ha sido ampliamente popularizada en la cultura popular chilena por los bares La Piojera, Rincón de los canallas y El Hoyo. 
Otra versión de su origen señala que, unos días después del terremoto de 1985, en una casa cualquiera encontraron tan malo el vino pipeño que nadie lo bebió y las copas quedaron a medio servir. Cuando trajeron el postre —helado de piña—, a quien lo servía con una cuchara se le cayó adentro de una copa de pipeño una porción de helado de piña, lo que produjo que el vino saltara y salpicara produciendo el mismo efecto que pasa en el agua cuando hay un terremoto. Al cabo de un rato como la fiesta continuó y el trago se hizo escaso alguien recurrió a tomarse el vaso terremoteado. Como lo encontró rico, a todas las copas que tenían el pipeño les añadieron una porción de helado de piña y se dio origen al famoso terremoto.[cita requerida]
La bebida se compone principalmente por vino pipeño blanco o vino blanco sin denominación (vino genérico de cualquier cepa, pero también existe una versión para niños con alguna bebida blanca como la Sprite), helado de piña y granadina. Según la presentación, tiene diversos nombres: «cataclismo» (en una jarra de gran tamaño), «terremoto» (presentación tradicional en un vaso de 400 ml aproximadamente), «réplica» (repetición en un vaso pequeño) y «temblor» (el vaso pequeño antes o si es el único); la versión con vino tinto es conocida como «africano» o «terremoto africano».

## Historia
Desde el periodo del Chile colonial, ha sido una tradición beber los vinos endulzados —como los asoleados de Cauquenes y los pajaretes de Huasco y Elqui— con algún agregado. A algunos de estos vinos dulces se les incorporaba merengue o betún de huevo.
En 1930 se filmó el documental estadounidense Travel Talks, donde se observa cómo parte de la clase alta chilena consumía vinos con algún alimento o agregado dulce a modo de acompañamiento, como la champaña con frutas estacionales. Ya a mediados de las décadas de 1960 y de 1970, se popularizó, en algunos bares del Paseo Ahumada y la calle Santo Domingo, el ponche con agregado de frutas y helado de piña. En Chile a partir de 1970, es reconocible la costumbre estacional, y en celebraciones de fin de año, de incorporar helado de piña a algún vino con presencia de algún gas carbónico. Paralelamente, en la década de 1980 se popularizó el vino tinto con leche condensada en algunos bares fuera del casco histórico de Santiago.
El conocido bar La Piojera del centro de Santiago era, de acuerdo a su locatario, reconocido por servir esta bebida desde antes de 1985[cita requerida]. En este restaurante también se sirven la Réplica y el Tsunami o Maremoto, que se preparan a base de una mezcla de cerveza, vino, pisco chileno y hielo.
La versión más conocida del origen del nombre de esta bebida refiere al bar restaurante El Hoyo, ubicado en la comuna de Estación Central. Según cuenta su locatario, llegaron reporteros alemanes a cubrir el terremoto de 1985, bebieron rápidamente el trago y, sintiéndose uno de ellos algo mareado al ponerse de pie, exclamó: «¡Este sí que es un terremoto!».